# Förklaringskatedralen, Berdsk
Förklaringskatedralen (ryska: Преображенский собор; translitteration: Preobrashenskij sobor; kyrkslaviska: Преображенскїй собо́ръ) är en rysk-ortodox katedral belägen i staden Berdsk, i Novosibirsk oblast, i södra Ryssland.
Katedralen är helgad åt Kristi förklaring och tillhör Novosibirsks stift.

## Historik
Förklaringskatedralen i Berdsk ritades av arkitekt arkitekt Pjotr Tjernobrovtsev.
Den började att byggas år 1992, då grundstenen lades den 7 juli. Den nedre delen av katedralen invigdes 1999 och den övre invigdes den 28 april 2002.
Katedralens klockor ringde för första gången den 13 september 1998.

## Inventarier
Ikonostasen installerades den 28 april 2002.